# Parapenaeus longirostris
Espèce
Synonymes
- Penaeus bocagei Johnson, 1863[2]
- Penaeus lividus Filhol, 1885[2]
- Penaeus longirostris Lucas, 1846[2]
- Peneus cocco Prestandrea, 1833[2]

Parapenaeus longirostris est une espèce de crustacés décapodes ressemblant à une crevette.
En Français, on peut les appeler «crevette rose du large», «Crevette tropicale profonde» ou simplement «Crevette rose»

## Description
L'holotype de Parapenaeus longirostris mesurait 150 mm de long pour 15 mm de large. Vivante, cette espèce est blanc nacré qui vire au jaunâtre après un séjour prolongé dans l'alcool.

## Étymologie
Son nom spécifique, du latin longus, «long», et rostrum, «bec», lui a été donné en référence à son rostre particulièrement développé.

## Publication originale
- Lucas, 1846 : Crustacés, arachnides, myriapodes, et hexapodes. Exploration Scientifique de l'Algérie pendant les années 1840, 1841, 1842. Sciences physiques. Zoologie I. Histoire Naturelle des Animaux Articulés. pp. 1-403 (texte intégral) (fr) et (la).